# Gripsholms Hjorthage
Gripsholms Hjorthage este o arie protejată (arie specială de conservare — SAC, sit de importanță comunitară — SCI) din Suedia întinsă pe o suprafață de 48,6 ha, integral pe uscat.

## Localizare
Centrul sitului Gripsholms Hjorthage este situat la coordonatele 59°15′12″N 17°12′16″E / 59.2532°N 17.2044°E.

## Înființare
Situl Gripsholms Hjorthage a fost declarat sit de importanță comunitară în iunie 1996 pentru a proteja 1 specie de animale. Situl a fost protejat și ca arie specială de conservare în martie 2011.

## Biodiversitate
Situată în ecoregiunea boreală, aria protejată conține 1 habitat natural: Pășuni din zone de pădure fino-scandinave.
La baza desemnării sitului se află o specie protejată de  nevertebrate: Osmoderma eremita.